# Georgios Bonanos

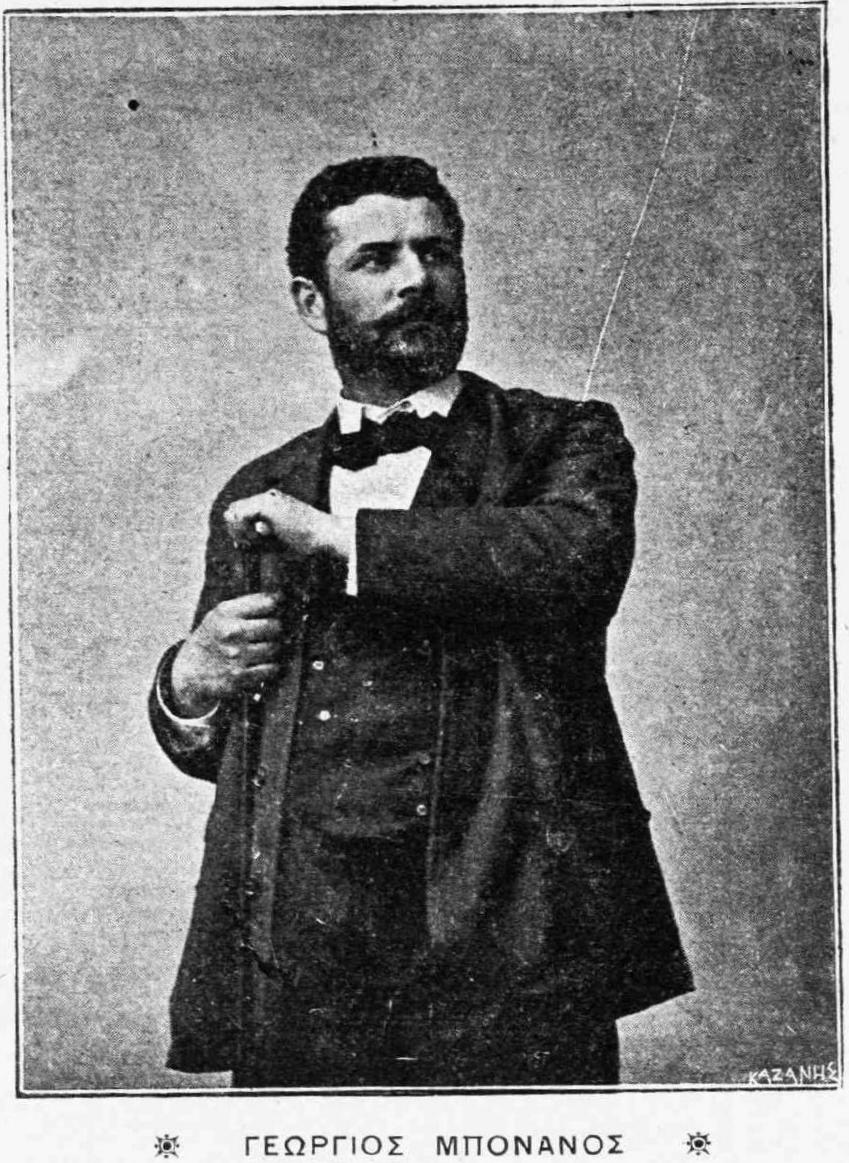
Foto des Bildhauers Bonanos (ca. 1912)

Georgios Bonanos (griechisch Γεώργιος Μπονάνος; * 10. April 1863 Vouni (heute zu Lixouri); † 10. Mai 1940 in Athen) war ein bedeutender griechischer Bildhauer.
Bonanos studierte Bildhauerei an der Athener Hochschule der Bildenden Künste und nahm auch Unterricht beim bekannten Bildhauer Dimitrios Filippotis. Später setzte er sein Studium in Rom fort. Bonanos Werke orientieren sich an den Prinzipien der klassischen griechischen Statuen. Sein bevorzugtes Material war Marmor. Bonanos stellte neben Statuen und Büsten auch Friedhofstempel und Grabsteine her. Zu seinen bekannten Statuen zählen die Statue des Paris in der Sammlung des Andreas Sygrou, sowie die Statuen von Odysseas Androutsos und Ioannis Kapodistrias. Werke von Bonanos finden sich auf Kefalonia, Athen und in Privatsammlungen.